# David McKay Publications
David McKay Publications est une maison d'édition américaine fondée en 1882 et disparue en 1986. La société est connue pour avoir publié des comics dans les années 1930-1940.

## Histoire
En 1931, David McKay Publications édite deux séries d'albums de bande dessinée mettant en scène Mickey Mouse : The Adventures of Mickey Mouse (2 numéros) et une série éponyme (quatre numéros). D'autres héros ont droit à leurs albums qui sont de format carré mesurant 25 × 25 cm (10 pouces) : Secret agent X-9 en 1934, Henry de  Carl Thomas Anderson (1 album), Little Annie Rooney (1 album) et Popeye (1 album) tous les trois en 1935. Lorsque le format comic book apparaît la société publie Ace Comics (151 numéros), Blondie (15 numéros), Feature Books (59 numéros), The Katzenjammer Kids (11 numéros), King Comics (155 numéros, le comics qui a duré le plus longtemps), Magic Comics où apparaît Mandrake le magicien (1938), etc. 
Elle a été rachetée par Random House en 1986. 